# Teletransportador
O teletransportador refere-se a uma máquina de ficção que permite teleportação.

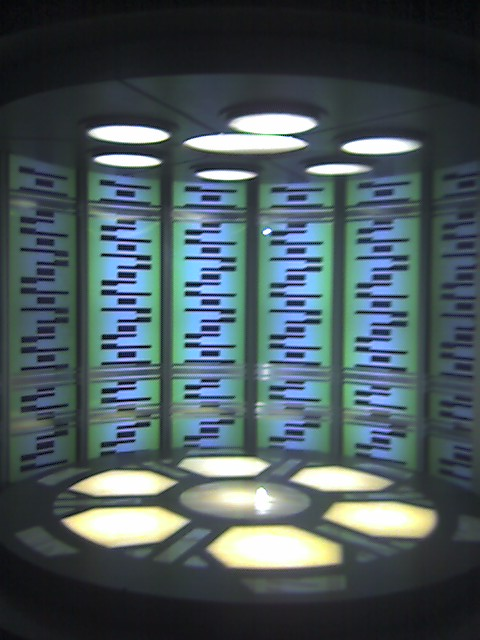
O transportador da USS Enterprise da série de televisão Star Trek: The Next Generation

Ela é amplamente utilizado na literatura de ficção científica e fantasia e em exemplos filosóficos. É importante ressaltar que  o teletransportador da ficção científica, não tem relação com teletransporte quântico, um termo técnico-científico utilizado na Física quântica.
Existem dois tipos de teleportadores por função. Aqueles que geram um buraco de minhoca, onde o objeto entra no ponto "A" e, por conta da dobradura do espaço-tempo, sai no ponto "B"  e aqueles que transformam a energia e/ou informação em matéria.